# Менделови закони
Зачетником класичне генетике сматра се Грегор Мендел, који је вршио контролисана укрштања између различитих сорти (линија) баштенског грашка код којих је пратио одређене особине. Његови експерименти на грашку трајали су осам година и захваљујући њима створене су прве представе о основним принципима наслеђивања. Дотле се сматрало да се особине потомака не могу предвидети јер се телесне течности њихових родитеља мешају. Био је калуђер у Брну.
Мендел је пратио особине (својства, карактеристике) које се алтернативно испољавају тј. на један од два могућа начина – нпр. облик зрна грашка може да буде:
- округао или
- наборан.

У зависности од тога колико се особина прати укрштање може бити:
- монохибридно, у коме се прати наслеђивање једне особине;
- дихибридно ако се посматрају две,
- трихибридно или
- полихибридно укрштање, када се истовремено прати већи број особина.

## Монохибридно укрштање
Мендел је одгајао чисте линије (сорте) биљака : једну која у свакој генерацији даје округло и другу која даје наборано семе. Биљке из такве две линије укршта међусобно и то назива родитељском или паренталном генерацијом (Р). У потомству је добио све биљке са округлим семеном (зрном) и ту генерацију је назвао прва филијална (F1). Међусобним укрштањем биљака F1 генерације добио је наредну, F2 генерацију у којој се јављају биљке и са округлим и са набораним семеном у бројном односу 3 : 1 (три пута има више биљака са округлим него са набораним семеном ).
На основу овог експеримента, Мендел је закључио да особине контролише одређени наследни фактор (честица или партикула). Симболом великог слова А обележио је фактор који одређује округло, а малим словом а онај који изазива наборано зрно. Када се ова два фактора нађу заједно (Аа) у једној биљци онда се испољава само дејство фактора А, па га је Мендел назвао доминантан. Други фактор (а) који није дошао до изражаја у F1 генерацији означава се као рецесиван. При настанку F2 генерације фактори се растављају један од другог (при образовању гамета), а затим се слободно комбинују са факторима из друге јединке (односно њеним гаметима). Тако се у F2 генерацији могу добити само четири комбинације ових фактора : АА, Аа, аА и аа. Прве три комбинације, због присуства доминантног фактора дају округло семе, а само једна комбинација (аа) даје наборано семе (однос 3 : 1 је тиме потврђен). 
Мендел је у F2 генерацији добио 5474 биљака са округлим и 1850 са набораним семеном, што даје однос 2,96 : 1, што је приближно 3 : 1

## Алели
Телесне ћелије садрже диплоидан број хромозома односно две гарнитуре хромозома при чему једна води порекло од мајке, а друга од оца. Хромозоми су у телесним (соматским) ћелијама удружени у парове који се називају хомологи хромозоми (један хромозом из пара се добија од мајке, а други од оца). Гени се налазе на хромозомима и то на тачно одређеном месту названом генски локус. Гени који заузимају иста места на хомологим хромозомима су алели. Алели су различити облици једног истог гена. Гени који образују алеле називају се полиморфни (poly=више; morpha = облик). Гени који не мутирају (не мењају се) тако да имају само један облик су мономорфни (њих има око 70% код човека). Телесна ћелија увек садржи пар алела једног гена јер садржи и пар хромозома на којима се налазе ти гени.

## Генотип, као комбинација алела
Када су алели на пару хомологих хромозома једнаки, онда су такве јединке хомозиготи. Када се на хомологим хромозомима налазе различити алели, такве јединке су хетерозиготи.
Комбинације алела које се налазе у телесним ћелијама организама називају се генотип. Генотип се може, посматрано шире, да дефинише и као скуп свих гена које има један организам. У праћењу наслеђивања једне особине под генотипом се подразумева комбинација алела једног или више гена. Уобичајено је да се алели једног гена обележавају истим словом, али тако да се доминантан обележи великим, а рецесиван малим словом.
Алел је рецесиван ако се његово дејство испољава само у хомозиготном стању (када се нађе у пару са истим таквим алелом). Доминантан алел се испољава увек – и у хомозиготном и у хетерозиготном стању.

## Фенотип = генотип + спољашња средина
Стварни изглед организма тј. скуп свих његових особина насталих деловањем његовог генотипа и услова спољашње средине је фенотип.
Фенотипске особине могу бити:
- квалитативне и
- квантитативне.

Квалитативне особине одређује један ген или мали број гена и средина на њих нема утицаја (пр. крвне групе човека одређује један ген и оне се не мењају под утицајем спољашње средине).
Квантитативне (полигене) особине одређује већи број гена (полигени) и средина може на њих да утиче и да их мења (пр. на телесни раст човека може да се утиче начином исхране).

## Савремено објашњење Менделовог рада
Мендел није могао потпуно да објасни резултате до којих је дошао јер се тада још није знало за појмове хромозома, гена и процеса који се дешавају за време мејозе. Савремена наука нуди потпуна објашњења Менделовог рада.
Мендел је у родитељској генерацији укрштао биљке чистих линија тј. хомозиготе : једну линију доминантних хомозигота (АА), које су имале округло семе, са другом линијом рецесивних хомозигота (аа) које су имале наборано семе. При образовању гамета у анафази мејозе I долази до раздвајања хомологих хромозома па гамети добијају по један хромозом из сваког пара (захваљујући томе они имају хаплоидан број хромозома). Тиме се у гаметима налази по један алел сваког гена. Значи, у гаметима алели нису у пару, као у телесним ћелијама, већ су појединачни.

### Прво и друго Менделово правило наслеђивања
Јединка која је хомозигот образује само један тип гамета као нпр. генотип АА образује гамете који су сви исти, односно сви садрже алел А (исто важи и за генотип аа ). Овим се објашњава  прво Менделово правило (закон) раздвајања (сегрегације) алела при образовању гамета. Да би се образовала следећа, F1 генерација, долази до спајања гамета, који се сада међусобно комбинују по принципу случајности што значи да се сваки гамет једног родитеља може спојити са сваким гаметом другог родитеља. To је друго Менделово правило слободног комбиновања алела.Пошто у овом случају обе линије биљака образују само по један тип гамета они дају једну комбинацију, Аа, у F1 генерацији. Због тога је F1 генерација једнообразна (униформна) и по генотипу (све јединке су хетерозиготи) и по фенотипу (све јединке имају округло семе).
Јединке F1 генерације су хетерозиготи (Аа) па образују два типа гамета : један тип гамета садржи алел А, а други тип алел а. Слободним комбиновањем ових гамета настају четири могуће комбинације АА, Аа, аА и аа, а пошто су комбинације Аа и аА једнаке образују се три различита генотипа АА, Аа и аа у односу 1:2:1 (или 25% : 50% : 25%).
Генотипски однос у F2 генерацији је, дакле, 1:2:1.
Три комбинације, од могућих четири, одређују исти фенотип округло семе, а само једна (аа) наборано семе. Према томе, фенотипски однос у F2 генерацији је 3:1, што је и Мендел доказао својим експериментом. Особина коју одређује доминантан алел је доминантна особина (у овом експерименту је то округло семе), а она одређена рецесивним алелом је рецесивна.
Број различитих типова гамета које може да образује један генотип израчунава се по формули 2 n, где је n број гена у генотипу који су у хетерозиготном стању. Тако нпр. ако посматрамо генотип АА, ту је n = 0 јер нема хетерозиготних гена па је број типова гамета које овај генотип може да образује 20= 1 ; другачије речено сви гамети су исти јер сви садрже алел А. Када је у питању хетерозиготна особа за један ген (Аа), она може да образује 2 1= 2 типа гамета (50% гамета који садрже алел А, и исто толико гамета са алелом а).
Познавањем процеса метаболизма у биљкама тј. у овом конкретном случају грашка, зна се да округло зрно условљава нагомилавање чврстог скроба. Скроб настаје дејством одређеног ензима који получврсту стахиозу преводи у чврсти скроб. Доминантан алел одређује синтезу тог ензима услед чега се скроб нагомилава и семе је округло. Доминантан алел је, дакле, функционалан. Рецесиван алел је нефункционалан услед чега се ензим не ствара, а то доводи до нагомилавања стахиозе и семе је наборано.